# Peter Lagger
Peter Lagger (* 7. September 1926 in Buchs, Kanton St. Gallen; † 17. September 1979 in Berlin) war ein Schweizer Opernsänger (Bass).

## Leben

### Ausbildung
Zunächst erlernte er das Klavierspielen am Konservatorium Zürich, dann am Konservatorium Wien und in Italien. Jedoch liess er schliesslich seine Stimme in Wien bei Hans Duhan und anderen ausbilden.

### Karriere
Peter Laggers Karriere nahm ihren Anfang in Graz, dann ging er von 1955 bis 1957 ans Opernhaus Zürich.
Er sang 1957 an der Glyndebourne Festival Opera. Von 1957 bis 1959 war Lagger am Staatstheater Wiesbaden und von 1959 bis 1963 an die Oper Frankfurt engagiert. Danach wechselte er zur Deutschen Oper Berlin, wo er bis zu seinem Tode blieb. Hier erwarb er sich seinen guten Ruf und begann eine internationale Karriere, während der er an vielen wichtigen Opern weltweit auftrat.
Bei den Salzburger Festspielen gab er 1963 bis 1964 den Bartolo in der Oper Die Hochzeit des Figaro (Le Nozze do Figaro) und 1964 den Banco in der Oper Macbeth von Giuseppe Verdi. 1965 machte er ein Gastspiel in Genf. Im August 1966 war er bei den Salzburger Festspielen Ensemblemitglied der Opernpremiere Die Bassariden von Hans Werner Henze. Im Jahr 1967 stand er erstmals in Berlin in der Titelrolle der Oper Boris Godunow auf der Bühne, die seitdem zu den Höhepunkten seines festen Bühnenrepertoires gehörte. Auch bei der Eröffnung der Expo ’70 hatte er einen Auftritt bei einem Gastspiel der Deutschen Oper in einer Aufführung von Richard Wagners Oper Lohengrin. Er hatte Gastauftritte im Mailänder Teatro alla Scala, der Wiener Staatsoper sowie in München, Paris, Lyon, Rio de Janeiro, Warschau, Naples, Aix-en-Provence, Luzern, Orange und Madrid. Seit dem Jahr 1972 hatte er einen festen Vertrag über Gastauftritte an der Hamburger Staatsoper. 1974 trat er wieder bei den Salzburger Festspieler in der Premiere des Magnificat von Krzysztof Penderecki auf. 1962 war er bei der Premiere der Oper Alkestiade von Louise Talma in der Oper Frankfurt am Main engagiert.
Neben seiner Opernkarriere trat Lagger auch als Konzertsänger in Erscheinung; sein Repertoire reichte von Werken Johann Sebastian Bachs bis zu Werken moderner Komponisten. Er trat auch zusammen mit vielen Orchestern sowie bei Liederabenden weltweit auf.

### Familie
Peter Lagger wuchs in der Schweiz auf, aber seine Familie stammt väterlicherseits aus Italien und mütterlicherseits aus Russland. Laggers Bruder (* 1938), der unter dem Künstlernamen Alexander Malta tätig war, machte eine Karriere als Bassbariton, vor allem an der Oper München und am Staatstheater Stuttgart. Peter Laggers Sohn und Tochter wurden 1966 geboren.

## Ehrungen
Peter Lagger erhielt 1970 den Ehrentitel Kammersänger vom Senat von Berlin. Seine Leistung an der Seite von Antal Doráti und Rose Marie Freni-Pallo in Herzog Blaubarts Burg (am Kennedy Center) wurde von den Kritikern  als „ein künstlerischer Triumph“ (“an artistic Triumph”) bezeichnet.

## Schallplattenaufnahmen
- Philips: Russische, englische und deutsche Volkslieder sowie Lieder von Franz Schubert
- Columbia: Der Mond von Carl Orff
- DGG (Deutsche Grammophon): Le nozze di Figaro, Meistersinger, Te Deum von Anton Bruckner[7]
- Eurodisc: Fidelio
- Philips RCA: Utrenja von Krzysztof Penderecki
- HMV Electrola: Don Giovanni
- Orfeo: Macbeth von Giuseppe Verdi
- Jecklin/Disco: Requiem von Frank Martin
- GAM: Le prophète von Giacomo Meyerbeer
- Topaz-Video: Eugen Onegin[8]
- Philips: Ol’ Man River – World famous melodies and folksongs